# Godverdomme

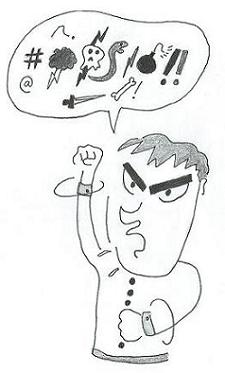
Cartoon van een vloekend persoon

Godverdomme is een veelgebruikte vloek of krachtterm in de Nederlandse taal.

## Oorspronkelijke betekenis
Er wordt soms van uitgegaan dat godverdomme een verbasterde samentrekking is van God verdoem(e) mij/me. Omdat dergelijke zelfverwensingen weinig voorkomen, zou het echter ook een samentrekking van God verdoeme u kunnen zijn. Tot begin 20e eeuw werd geloofd dat het gebruik van godverdomme blasfemie was omdat de verdoemenis werd toegewenst aan God zelf. Een bericht van het Belgische episcopaat uit 1903 sprak dit echter tegen.

## Maatschappelijke acceptatie

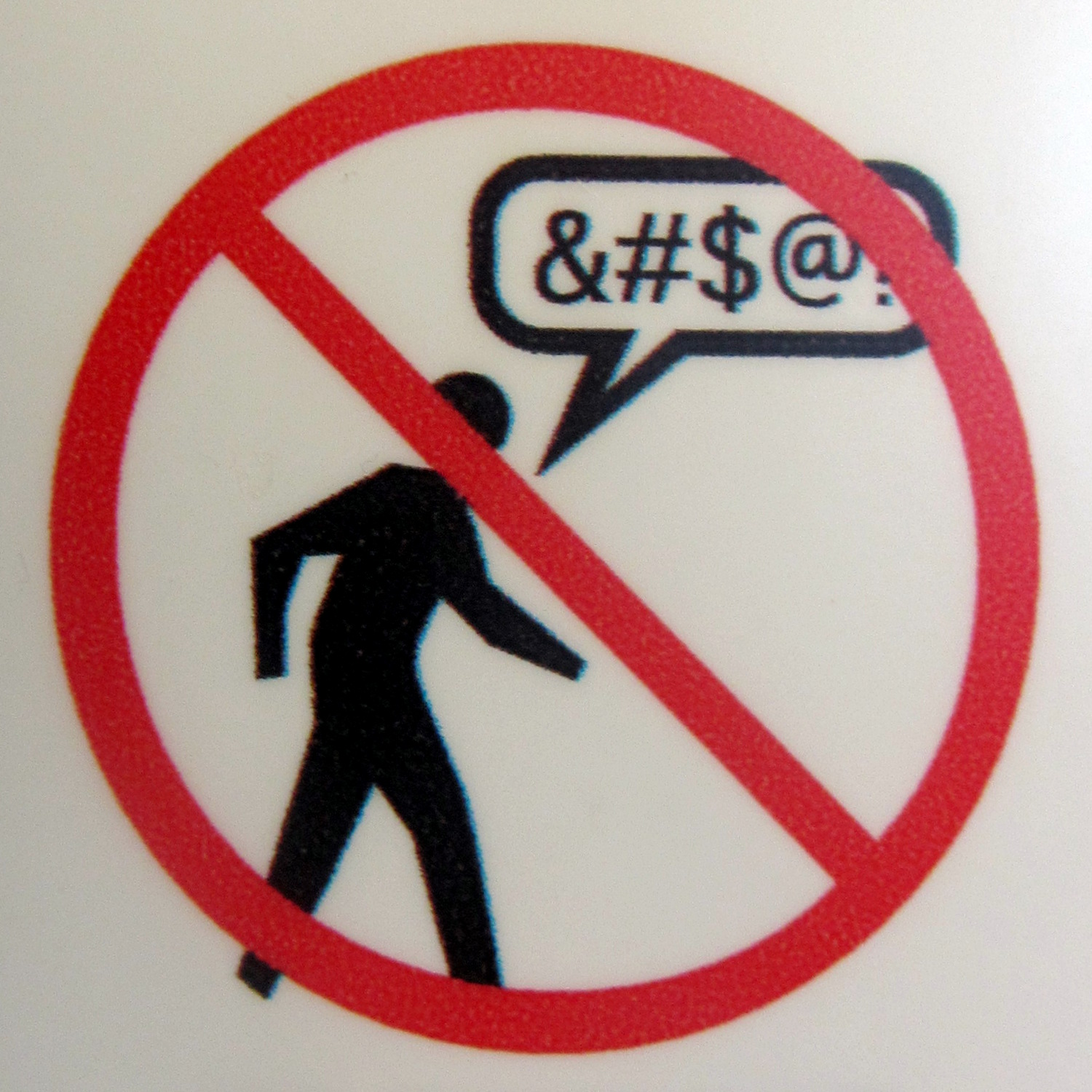
Bord in lightrailvoertuig van de agglomeratie van Salt Lake City

De vloek of een daarvan afgeleide term worden vaak als aanstootgevend ervaren. Christenen kunnen het bijvoorbeeld zien als in strijd met een van de tien geboden, waarin het "ijdel" (in de betekenis van leeg of overbodig) gebruik van de naam van God verboden wordt. Om deze reden wordt bijvoorbeeld de lettercombinatie GVD in Nederland niet in kentekenplaten van auto's gebruikt.

## Afgeleide termen
Veel krachttermen, zogenoemde bastaardvloeken, zijn van 'godverdomme' afgeleid:
- potverdomme, potdomme, potverdorie, potdorie, potverdikkeme, potverdikke, potdikkie, potjandorie, potjandosie, potjandrie, potverdrie (dubbeltjes)
- verdomme, verdorie, verdikkeme
- goddomme, godver, goffer, godverdikke, goddikke
- getverdemme, gadverdamme, getver, gatver (met name gebruikt wanneer men iets vies vindt, niet zozeer om uiting te geven aan woede of ergernis)
- gvd (afkorting, uitgesproken als gee-vee-dee)
- hotperdom (Indonesisch)[5]

'Godsamme' behoort niet tot deze categorie, omdat het een vervorming is van "God zal me...".